# واسیلیوس ماتوشواس
واسیلیوس ماتوشواس (انگلیسی: Vasilijus Matuševas; ۱۸ اکتبر ۱۹۴۵ – ۲۴ اکتبر ۱۹۸۹) بازیکن والیبال اهل اتحاد جماهیر شوروی سوسیالیستی بود.